# Alfred de Rauch
Alfred Antoine De Rauch , francoski hokejist, * 1887, Varšava, † ?.
De Rauch je bil hokejist kluba SH Paris v francoski ligi, za francosko reprezentanco pa je nastopil na treh olimpijskih igrah in dveh evropskih prvenstvih, na katerih je osvojil po eno zlato in srebrno medaljo. Med letom 1920 in 1928 je bil kapetan francoske reprezentance.